# Vierpasvormige rode bloedcel
Een vierpasvormige rode bloedcel (Engels: quatrefoil erythrocyte) is een afwijkende rode bloedcel. Dit type rode bloedcel werd in 2014 voor het eerst beschreven bij honden. De vierpasvorm lijkt te worden gevormd door twee c-vormige rode bloedcellen die elkaar omhelsen. Ze worden geassocieerd met het ouder worden van honden, het totale aantal leukocyten en neutrofielen, en rode bloedcel-anisocytose, polychromasie en Howell-Jolly-lichaampjes. (Bij polychromasie worden een abnormaal hoog aantal onrijpe rode bloedcellen gevonden.) Ook zijn deze cellen in 2014 gevonden bij een witte patiënt met chronischevermoeidheidssyndroom. De aanwezigheid van deze cellen liep parallel aan het verloop van de ziekte en duurde 24 maanden. De cellen werden niet langer waargenomen na herstel van het chronischevermoeidheidssyndroom (CVS).

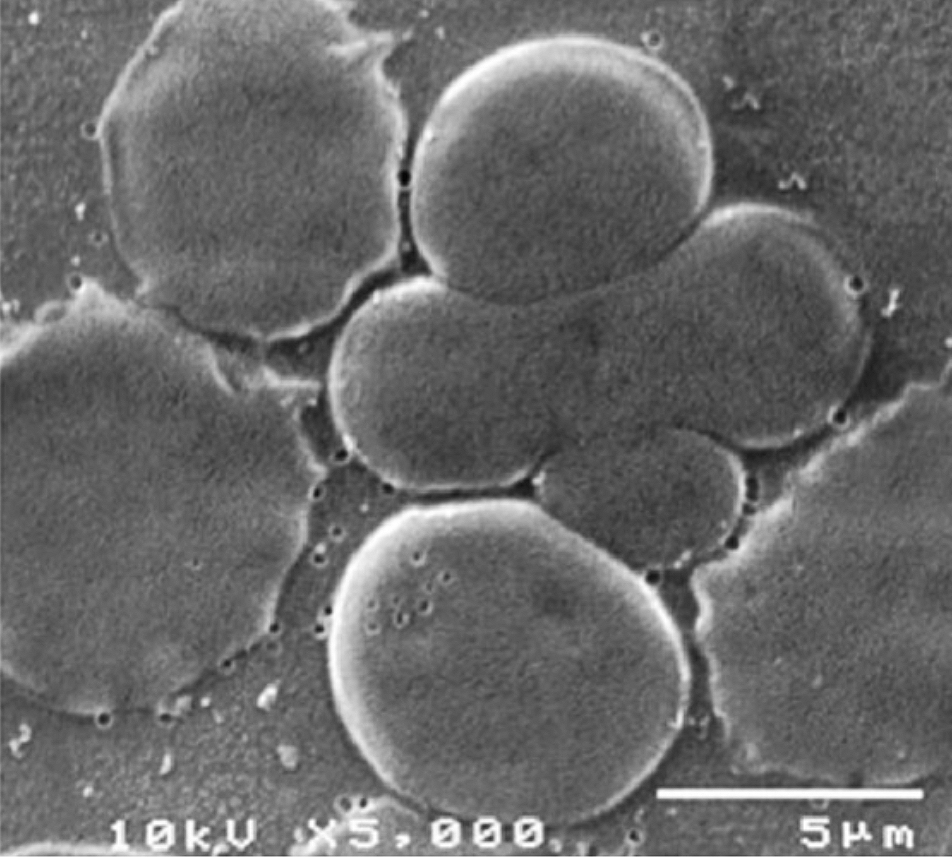
De vergroting van één qRBC in een bloedfilm bij SEM (×5000, 10 kV).
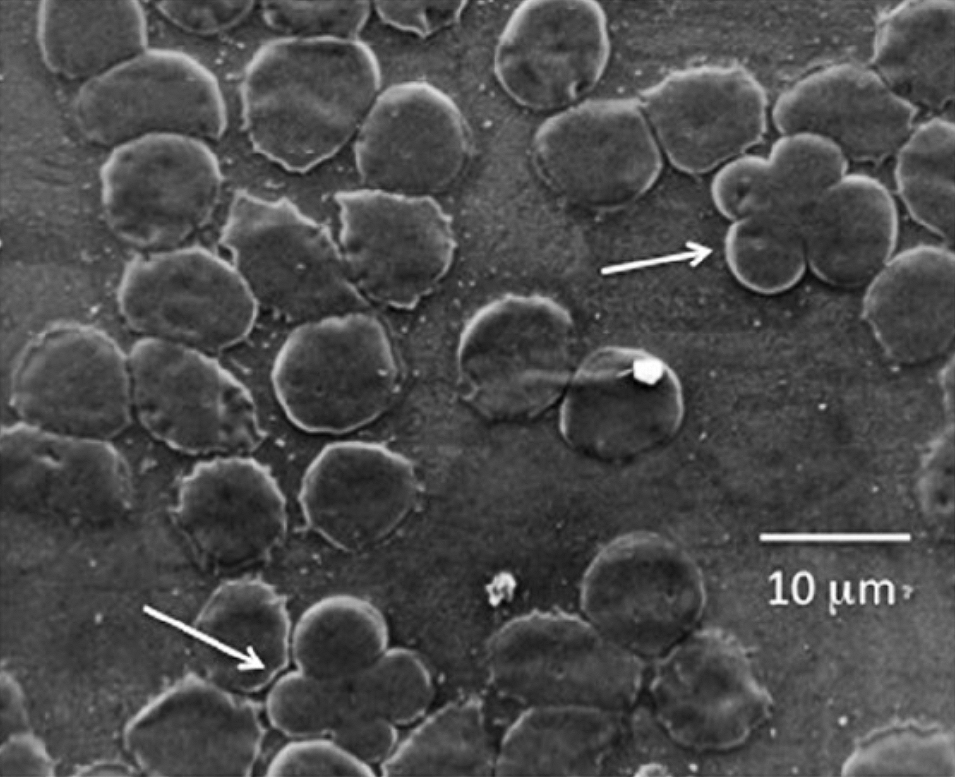
Twee qRBC's (witte pijl) in bloedfilm bij SEM (150x, 10 kV)
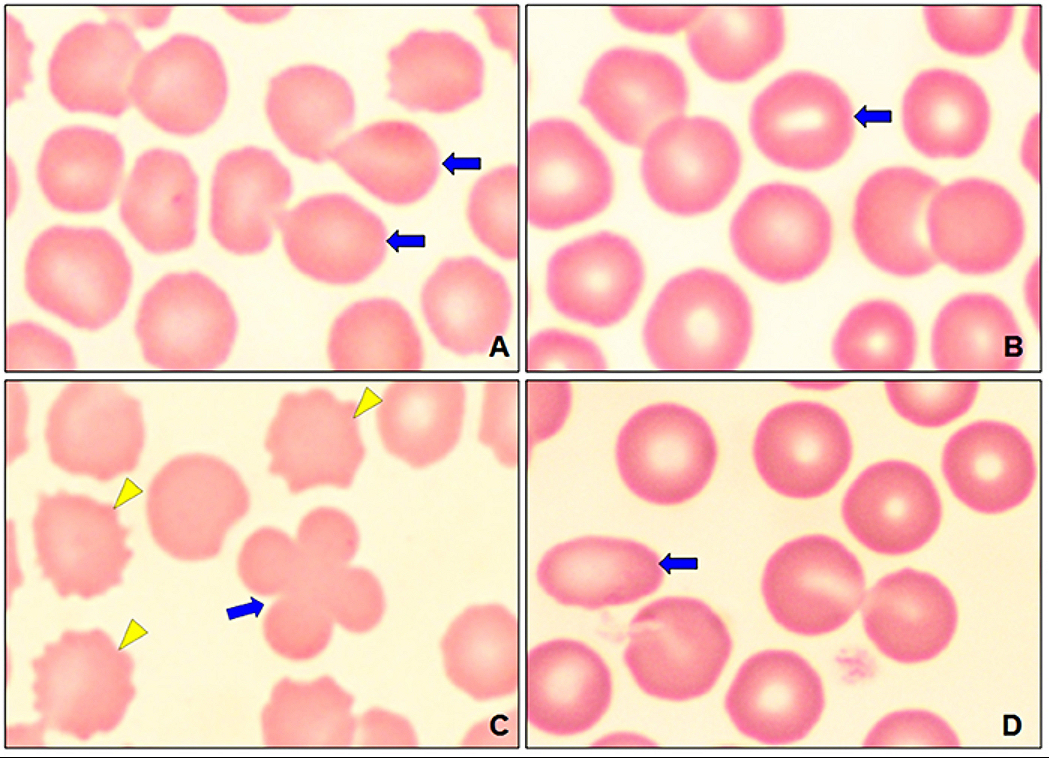
C: Vierpasvormige rode bloedcel (blauwe pijl), acanthocyten (gele pijlpunt)